# Austrálie na Letních olympijských hrách 2016
Austrálii na Letních olympijských hrách v roce 2016.

## Medailisté
| Medaile | Jméno | Sport             | Soutěž                                 |
| ------- | --- | ----------------- | -------------------------------------- |
| Zlato   | Mack Horton | Plavání           | Muži 400 m volný způsob                |
| Zlato   | Bronte Campbellová Cate Campbellováová Brittany Elmslieová Emma McKeonová Madison Wilsonová (rozplavba)                                                                | Plavání           | Ženy štafeta 4 × 100 m volný způsob    |
| Zlato   | Catherine Skinnerová | Sportovní střelba | Ženy trap                              |
| Zlato   | Nicole Beck Charlotte Caslick Emilee Cherry Chloe Dalton Gemma Etheridge Ellia Green Shannon Parry Evania Pelite Alicia Quirk Emma Tonegato Amy Turner Sharni Williams | Ragby             | Družstvo žen                           |
| Zlato   | Kyle Chalmers | Plavání           | Muži 100 m volný způsob                |
| Zlato   | Kim Brennanová | Veslování         | Ženy skif                              |
| Zlato   | Tom Burton | Jachting          | Muži Laser                             |
| Zlato   | Chloe Espositoová | Moderní pětiboj   | Ženy                                   |
| Stříbro | Madeline Grovesová | Plavání           | Ženy 200 m motýlek                     |
| Stříbro | Bronte Barrattová Tamsin Cooková Emma McKeonová Leah Nealeová Jessica Ashwoodová (rozplavba)                                                                           | Plavání           | Ženy štafeta 4 × 200 m volný způsob    |
| Stříbro | Alexander Belonogoff Karsten Forsterling Cameron Girdlestone James McRae                                                                                               | Veslování         | Muži párová čtyřka                     |
| Stříbro | Mitch Larkin | Plavání           | Muži 200 m znak                        |
| Stříbro | Josh Booth Joshua Dunkley-Smith Alexander Hill Will Lockwood | Veslování         | Muži čtyřka bez kormidelníka           |
| Stříbro | Jack Bobridge Alex Edmondson Michael Hepburn Sam Welsford | Cyklistika        | Muži stíhací závod družstev            |
| Stříbro | Cate Campbellová Emma McKeonová Taylor McKeownová Emily Seebohmová Madison Wilsonová (rozplavba) Brittany Elmslieová (rozplavba) Madeline Grovesová (rozplavba)        | Plavání           | Ženy štafeta 4 × 100 m polohovka       |
| Stříbro | Jason Waterhouse Lisa Darmanin | Jachting          | Nacra 17                               |
| Stříbro | Mathew Belcher William Ryan | Jachting          | Muži 470                               |
| Stříbro | Nathan Outteridge Iain Jensen | Jachting          | Muži 49er                              |
| Stříbro | Jared Tallent | Atletika          | Muži 50 km chůze                       |
| Bronz   | Alec Potts Ryan Tyack Taylor Worth | Lukostřelba       | Družstvo mužů                          |
| Bronz   | Maddison Keeneyová Anabelle Smithová | Skoky do vody     | Ženy synchronizované skoky z prkna 3 m |
| Bronz   | Kyle Chalmers James Magnussen James Roberts Cameron McEvoy Matthew Abood (rozplavba)                                                                                   | Plavání           | Muži štafeta 4 × 100 m volný způsob    |
| Bronz   | Chris Burton Sam Griffiths Shane Rose Stuart Tinney | Jezdectví         | Jezdecká všestrannost (družstva)       |
| Bronz   | Emma McKeonová | Plavání           | Ženy 200 m volný způsob                |
| Bronz   | Jessica Foxová | Kanoistika        | Ženy slalom K-1                        |
| Bronz   | Dane Alex Bird-Smith | Atletika          | Muži 20 km chůze                       |
| Bronz   | Anna Mearesová | Cyklistika        | Ženy keirin                            |
| Bronz   | Kyle Chalmers Mitch Larkin David Morgan Jake Packard Cameron McEvoy (rozplavba)                                                                                        | Plavání           | Muži štafeta 4 × 100 m polohově        |
| Bronz   | Lachlan Tame Ken Wallace | Kanoistika        | Muži K-2 1000 m                        |